# Rio Pardo de Minas
Rio Pardo de Minas este un oraș în Minas Gerais (MG), Brazilia.